# Секс-индустрия

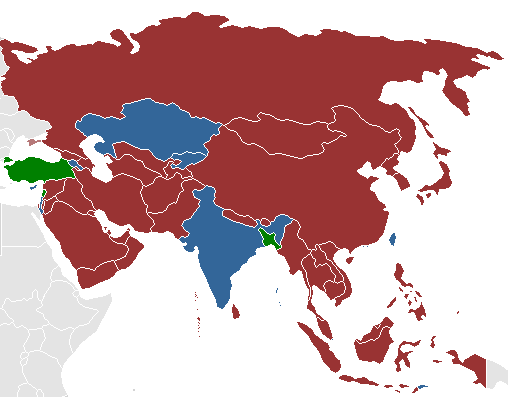
Проституция легальна
Запрещены бордели и сутенёрство
Проституция запрещена
Нет данных

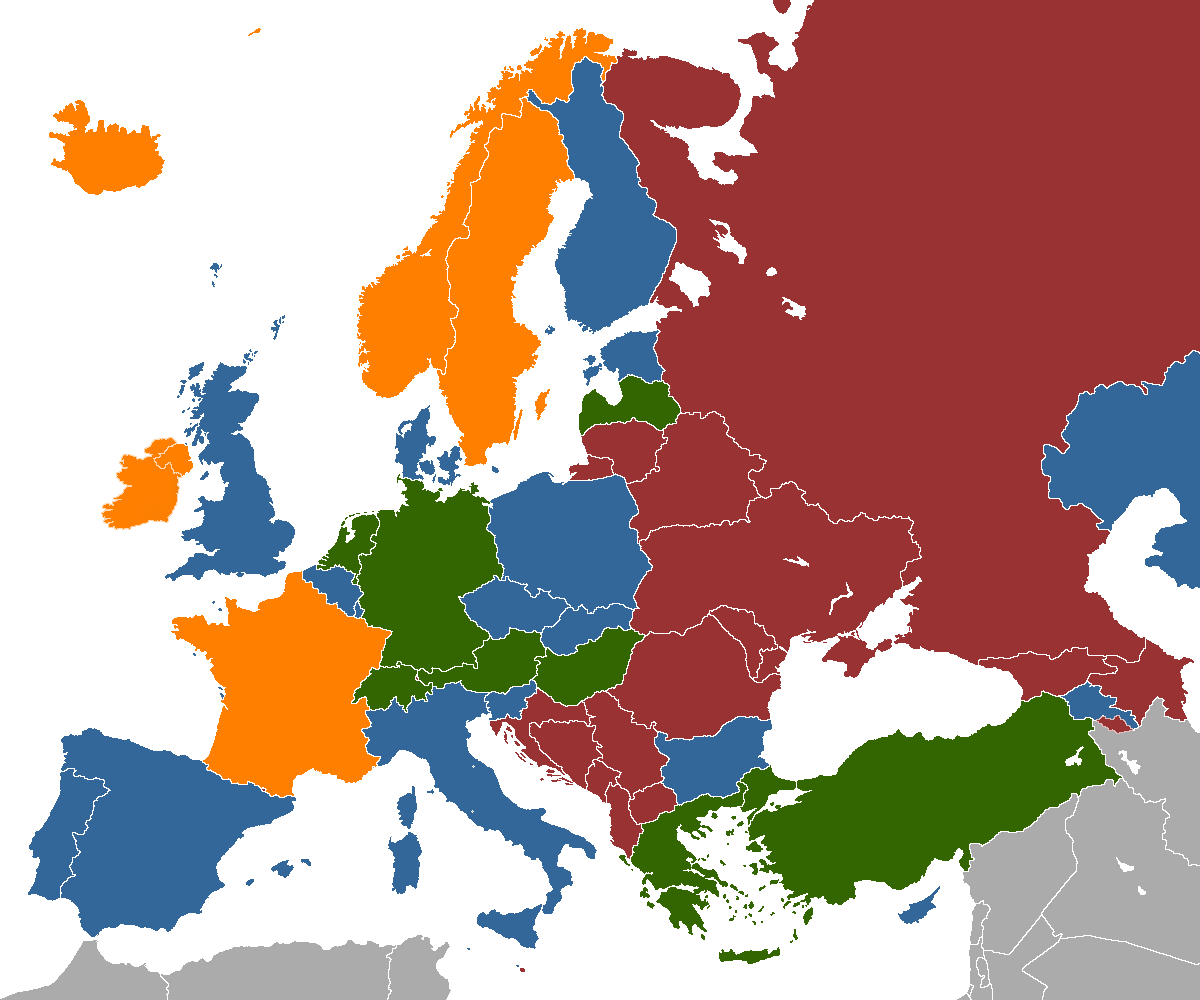
Проституция легальна
Запрещены бордели и сутенёрство
Проституция запрещена
Нет данных

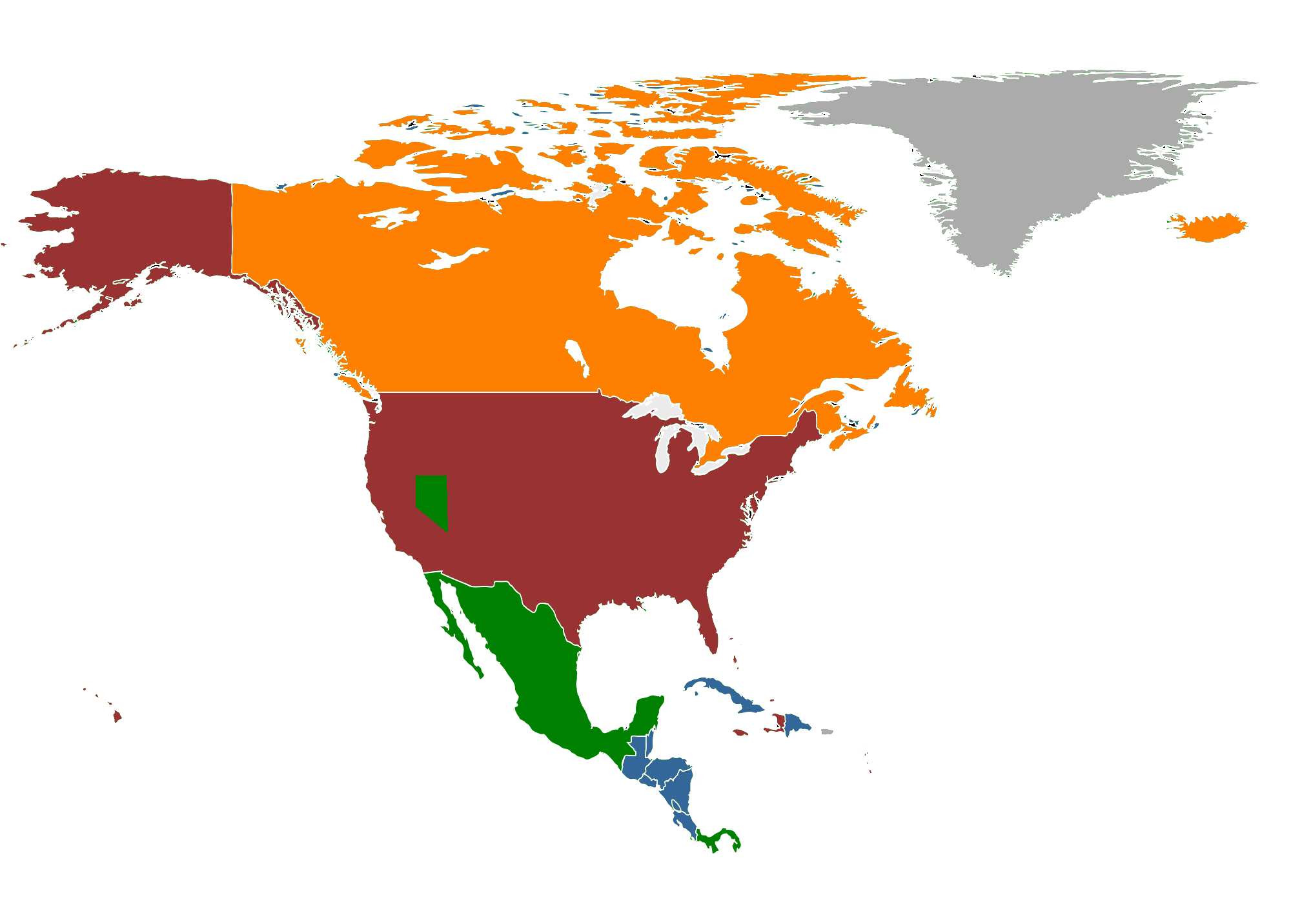
Проституция легальна
Запрещены бордели и сутенёрство
Проституция запрещена
Нет данных

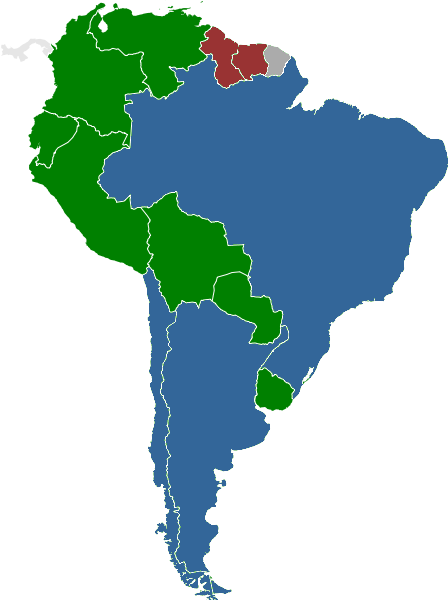
Проституция легальна
Запрещены бордели и сутенёрство
Проституция запрещена
Нет данных

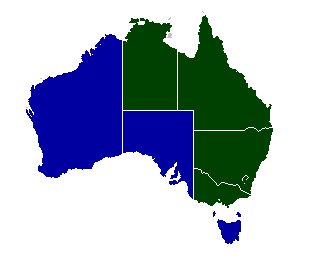
Проституция легальна
Запрещены бордели и сутенёрство

Секс-индустрия — сфера человеческой деятельности, включающая в себя производство и реализацию товаров и услуг сексуального характера. Обороты средств в этой сфере довольно большие. В США, например, прибыль секс-индустрии составляла около 13 млрд. долл. в год (данные на 2004 год). Значительная часть этой прибыли была получена от продажи порнофильмов и прочего специфического контента на различных носителях. 
В США производство порнофильмов сосредоточено в Калифорнии, в долине Сан-Фернандо. 
В Европе центром как порнографической киноиндустрии, так и секс-индустрии в целом служит Будапешт.